# Pospiviroidae
Pospiviroidae (лат.) — семейство вироидов, к которому относят первый открытый вироид — PSTVd. Их вторичная структура имеет ключевое значение для их биологической активности. Классификация этого семейства основана на различиях в последовательности в области неизменного центрального участка вироида. Геном этих вироидов включает (в порядке расположения): концевой участок LH, патогенный участок, неизменяющийся центральный участок, переменный участок и конечный RH-участок. Репликация Pospiviroidae идёт асимметрично, за счёт РНК-полимеразы, рибонуклеазы и РНК-лигазы хозяйской клетки.

## Классификация
На апрель 2018 года в семейство Pospiviroidae включают 5 родов и 28 видов:
- Род Pospiviroid — типовой вид: вироид веретеновидности клубней картофеля (PSTVd)
- Род Hostuviroid — типовой вид: вироид, вызывающий заболевание хмеля (HSVd)
- Род Cocadviroid — типовой вид: вироид каданг-каданга кокосовой пальмы (CCCVd)[4]
- Род Apscaviroid — типовой вид: вироид, вызывающий заболевание кожуры яблока
- Род Coleviroid — типовой вид: вироид, поражающий колеус Блюме